# NGC 557
NGC 557 est une galaxie lenticulaire située dans la constellation de la Baleine. NGC 557 a été découverte par l'astronome américain Lewis Swift en 1886. Cette galaxie a été observée par l'astronome français Guillaume Bigourdan le 27 octobre 1897 et inscrite ensuite à l'Index Catalogue sous la désignation IC 1703.

## Caractéristiques
Sa vitesse par rapport au fond diffus cosmologique est de 5 242 ± 38 km/s, ce qui correspond à une distance de Hubble de 77,3 ± 5,4 Mpc (∼252 millions d'al). 
À ce jour, deux mesures non basées sur le décalage vers le rouge (redshift) donnent une distance de 70,850 ± 6,293 Mpc (∼231 millions d'al), ce qui est à l'intérieur des valeurs de la distance de Hubble.

## Abell 194
La désignation DRCG 7-17 est utilisée par Wolfgang Steinicke pour indiquer que cette galaxie figure au catalogue des amas galactiques d'Alan Dressler. Les nombres 7 et 17 indiquent respectivement que c'est le 7e amas (Abell 194) de la liste et la 17e galaxie de cette liste. Cette même galaxie est aussi désignée par ABELL 194:[D80] 17 par la base de données NASA/IPAC, ce qui est équivalent.  Dressler indique que NGC 519 est une galaxie lenticulaire de type SBab.